# Steven de Batselier
Steven de Batselier (9 juni 1932 – Leuven, 25 maart 2007) was een Belgisch psycholoog, psychotherapeut en hoogleraar criminologie aan de Faculteit der Rechtsgeleerdheid van de Katholieke Universiteit Leuven. Hij stond bekend om zijn onconventionele manier van lesgeven – onder andere doordat hij niet zelden mensen met afwijkend gedrag placht mee te nemen naar zijn colleges – en staat tevens te boek als iemand die een doorslaggevende bijdrage heeft geleverd aan de acceptatie van homoseksualiteit in België. Ook leidde hij het therapeutisch centrum “Passage 144”, waar op kleine schaal werd geëxperimenteerd met een aan de antipsychiatrie verwante alternatieve vorm van psychiatrie.